# Axel Holst (Schauspieler)
Axel Holst (* 2. Juni 1967 in Neustrelitz) ist ein deutscher Schauspieler und Regisseur.

## Leben
Nach einer Buchdruckerlehre und einem Grafikstudium absolvierte Holst sein Schauspielstudium an der Hochschule für Schauspielkunst Ernst Busch in Rostock unter Professor Thomas Vallentin. Seit 1997 war er in mehreren Filmen, unter anderem German Angst, und Fernsehserien zu sehen. Von 2017 bis 2020 spielte er die Rolle des Roland Landmann in der Fernsehserie Lindenstraße. Außerdem wirkte Holst in zahlreichen Theaterstücken als Schauspieler und Regisseur mit. Unter anderem spielte er Woyzeck in der gleichnamigen Inszenierung von Kay Voges, George in Wer hat Angst vor Virginia Woolf, Ödipus im gleichnamigen Stück, Odysseus in Die Odyssee, Macky Messer in der Dreigroschenoper und Galileo Galilei in Leben des Galilei. von Brecht. 2012 wurde Holst beim „NRW Theatertreffen“ für die Rolle des Thorvald Helmer in Nora von Ibsen (Inszenierung von Kay Voges) als „Bester Darsteller“ ausgezeichnet. Holst arbeitete an zahlreichen namhaften deutschen Bühnen, zum Beispiel dem Staatstheater Stuttgart, Staatstheater Kassel, Schauspiel Essen, Schauspiel Dortmund, Staatstheater Darmstadt, Schauspiel Frankfurt und Staatstheater Schwerin. Er arbeitete unter anderem mit den Regisseurinnen und Regisseuren Frank-Patrick Steckel, J. Bosse, Kay Voges, Jérôme Savary, Michael Gruner, Johann Kresnik, Anna Bergmann, Volker Schmalöer, Volker Lösch, Jean Claude Berutti und Liesbeth Coltof. Als Regisseur inszenierte er unter anderem das Stück Heimat, Mutter und ich am Staatstheater Kassel, das Stück Metalloid am Schauspiel Dortmund und die Studioinszenierung Abu Dhabi oder Der erste apokalyptische Tag an der HMT Rostock. Seit 1998 ist Holst Gastdozent an der Hochschule für Musik und Theater Rostock. Er arbeitet auch als Illustrator, Autor und Karikaturist. Im Jahre 2023 erschien im Literatur Quickie Verlag Hamburg sein gemeinsam mit der Schriftstellerin Ulrike Schrimpf geschriebenes Buch Blinde Versuche über das Töten von Menschen und 2024 im selben Verlag seine Kurzgeschichtensammlung Waschbärenblues.

## Filmografie (Auswahl)
- 1997: Verbotene Liebe (25 Folgen)
- 1998: Der Fahnder (1 Folge)
- 1999: Balko (1 Folge)
- 1999: You Are Dead
- 2015: German Angst
- 2017: SOKO Stuttgart (1 Folge)
- 2017–2020: Lindenstraße (diverse Folgen)
- 2019: Die Füchsin – Schön und tot
- 2020: Notruf Hafenkante (1 Folge)
- 2021: Der Rebell – Von Leimen nach Wimbledon
- 2022/23: Rentnercops (2 Folgen)
- 2024: WaPo Bodensee: Die nackte Nixe

## Theater (Auswahl)

### Schauspiel
- 2006: Macky Messer in Dreigroschenoper, Staatstheater Kassel (Volker Schmalör)
- 2007: Ödipus in König Ödipus, Staatstheater Kassel (Volker Schmalör)
- 2007: Holofernes in Judith, Staatstheater Kassel (Volker Schmalör)
- 2010: Woyzeck in Woyzeck, Schauspiel Dortmund (Kay Voges)
- 2011: T. Helmer in Nora, Schauspiel Dortmund (Kay Voges)
- 2013: George in Wer hat Angst vor Virginia Wolf, Schauspiel Dortmund (Liesbeth Coltof)
- 2014/2015: Caliban in Der Sturm, Schauspiel Essen (Thomas Krupa)
- 2014/2015, 2017: Advokat Huld und andere Rollen in Der Prozeß nach Franz Kafka, Moritz Peters, Schauspiel Essen
- 2015/2016: Maria Stuart, Schauspiel Essen, Anna Bergmann
- 2016/2017: Amfortas und Klingsor in Parsifal, Schauspiel Essen, Gustav Rueb
- 2017: Das Wesen in Frankenstein, Schauspiel Essen, Gustav Rueb
- 2017/2018: Galileo Galilei in Leben des Galilei, Schauspiel Essen, Konstanze Lauterbach
- 2017–2022: Bürgermeister in Der Besuch der alten Dame, Schauspiel Essen, Thomas Krupa
- 2020–2021: Alan Turing in Die Turing-Maschine, Theater im Zimmer Hamburg, Jean Claude Berutti[2]
- 2022: Hoffen und Sehnen, Schauspiel Bochum, Elisabeth Coltof

### Regie
- 2000: Mystero Buffo, Staatstheater Cottbus
- 2005: Heimat, Mutter und ich, Staatstheater Kassel
- 2006: Stirb schneller I, Staatstheater Kassel
- 2007: Stirb schneller II, Staatstheater Kassel
- 2012: Metalloid, Schauspiel Dortmund
- 2013: Abu Dhabi oder Der erste apokalyptische Tag, Studioinszenierung HMT Rostock